# Coupe du monde de ski alpin 1989-1990
Navigation
Édition précédente Édition suivante
La coupe du monde de ski alpin 1989-1990 commence le 8 août 1989 avec la descente femmes de Las Lenas et se termine le 18 mars 1990 avec le slalom femmes de Åre.
Les hommes disputent 34 épreuves : 9 descentes, 6 super-G, 7 géants, 10 slaloms et 2 combinés.
Les femmes disputent 33 épreuves : 8 descentes, 6 super-G, 8 géants, 9 slaloms et 2 combinés.
Au cours de la saison 1989-1990, il n'y a ni Jeux olympiques ni championnats du monde.

## Tableau d'honneur
| Catégorie | Messieurs                           | Dames               |
| --------- | ----------------------------------- | ------------------- |
| Général   | Pirmin Zurbriggen                   | Petra Kronberger    |
| Descente  | Helmut Höflehner                    | Katharina Gutensohn |
| Super G   | Pirmin Zurbriggen                   | Carole Merle        |
| Géant     | Ole Kristian Furuseth Günther Mader | Anita Wachter       |
| Slalom    | Armin Bittner                       | Vreni Schneider     |
| Combiné   | Pirmin Zurbriggen                   | Anita Wachter       |

## Résumé de la saison
Pirmin Zurbriggen dispute sa dernière saison et remporte une quatrième coupe du monde de ski : il devient ainsi l'égal de Gustavo Thöni et le meilleur skieur de la décennie.
Ole Kristian Furuseth domine la tournée américaine, mais Pirmin Zurbriggen reprend vite l'avantage grâce à 2 victoires consécutives en super-G à Sestrières et en descente à Val Gardena.
Plus calculateur que les saisons précédentes, Pirmin Zurbriggen joue placé (28 fois classé dans les points en 34 courses) et gagne les 2 combinés de Schladming et Kitzbühel. Une victoire en super-G à Courmayeur (6 février) lui permet de prendre le large en tête du classement de la coupe du monde, puis un succès en super-G à Hemsedal (10 mars) lui offre le globe de cristal.
Marc Girardelli et Alberto Tomba chutent lourdement en super-G à Sestrières et Val-d'Isère. Le luxembourgeois est victime d'une hémorragie et de contusions aux reins et au coccyx : il est forfait pour le reste de la saison. L'italien se fracture la clavicule. Alberto Tomba reprend la compétition en fin de saison et s'impose en slalom à Geilo et Sälen. À la suite de cette chute, Alberto Tomba ne disputera plus d'épreuves de vitesse.
Franck Piccard remporte la descente de Schladming. La dernière victoire d'un skieur français en descente datait de décembre 1970 (Henri Duvillard à Sestrières).
Arrivée des skieurs norvégiens :
- Ole-Christian Furuseth termine à la seconde place du classement général et gagne la coupe du monde de géant pour la deuxième année consécutive,
- Atle Skaardal s'impose à Kitzbühel,
- Kjetil-André Aamodt débute sur le cirque blanc.

Le manque de neige et le redoux perturbent l'organisation de la coupe du monde de ski :
- les retards, reports et annulations se multiplient et nuisent à la lisibilité de la compétition,
- des grandes classiques (descentes de Garmisch et Wengen) sont annulées et la descente de Kitzbühel est disputée en 2 manches,
- plusieurs épreuves (descente et super-G Femmes de Santa Caterina et descente et super-G Hommes de Val-d'Isère) sont disputées le même jour.

Changement de cycle dans le ski féminin : la domination de l'équipe de Suisse prend fin et l'autrichienne Petra Kronberger (21 ans) remporte la coupe du monde de ski devant sa compatriote Anita Wachter.
L'allemande Michaela Gerg domine la longue tournée américaine du début de saison. Petra Kronberger gagne 2 descentes à Panorama (en) et les suissesses sont en retrait.
Petra Kronberger et Anita Wachter se disputent le globe de cristal.
Petra Kronberger signe des succès en géant à Hinterstoder et Santa Caterina, en combiné à Haus im Ennstal et en slalom à Vemdalen et remporte la coupe du monde de ski. Une polyvalente d'envergure est née. L'Autriche a trouvé une héritière à Annemarie Moser-Pröll.
Carole Merle, blessée au genou, reprend la compétition en janvier et réalise une fin de saison canon : elle gagne les 5 derniers super-G et géant de la saison ainsi que la coupe du monde de super-G.
Maria Walliser (27 ans) et Michela Figini (24 ans) prennent leur retraite à l'issue de la saison.

## Système de points
Le vainqueur d'une épreuve de coupe du monde se voit attribuer 25 points pour le classement général. Les skieurs classés aux quinze premières places marquent des points.
| Place  | 1er | 2d | 3e | 4e | 5e | 6e | 7e | 8e | 9e | 10e | 11e | 12e | 13e | 14e | 15e |
| ------ | --- | -- | -- | -- | -- | -- | -- | -- | -- | --- | --- | --- | --- | --- | --- |
| Points | 25  | 20 | 15 | 12 | 11 | 10 | 9  | 8  | 7  | 6   | 5   | 4   | 3   | 2   | 1   |

## Classement général
| Rang | Nom                    | Points | Victoire(s) | Podium(s) |
| ---- | ---------------------- | ------ | ----------- | --------- |
| 1    | Pirmin Zurbriggen      | 357    | 6           | 9         |
| 2    | Ole Kristian Furuseth  | 234    | 1           | 6         |
| 3    | Günther Mader          | 213    | 2           | 8         |
| 4    | Armin Bittner          | 193    | 4           | 7         |
| 5    | Helmut Höflehner       | 174    | 3           | 7         |
| 6    | Atle Skårdal           | 167    | 2           | 5         |
| 7    | Hubert Strolz          | 155    | -           | 5         |
| 8    | Lars-Borje Eriksson    | 121    | 1           | 3         |
| 9    | Alberto Tomba          | 116    | 3           | 4         |
| 10   | Rudolf Nierlich        | 110    | 1           | 4         |
| 11   | Paul Accola            | 109    | -           | 3         |
| 12   | Daniel Mahrer          | 105    | -           | 2         |
| 13   | William Besse          | 102    | -           | 2         |
| 14   | Franck Piccard         | 101    | 1           | 3         |
| 15   | Kristian Ghedina       | 97     | 2           | 4         |
| 15   | Konrad Kurt Ladstatter | 97     | -           | 1         |
| 17   | Franz Heinzer          | 96     | -           | 4         |
| 17   | Bernhard Gstrein       | 96     | -           | 3         |
| 19   | Michael Tritscher      | 93     | -           | 3         |
| 20   | Markus Wasmeier        | 91     | -           | 1         |

| Rang | Nom                     | Points | Victoire(s) | Podium(s) |
| ---- | ----------------------- | ------ | ----------- | --------- |
| 1    | Petra Kronberger        | 341    | 6           | 11        |
| 2    | Anita Wachter           | 300    | 2           | 12        |
| 3    | Michaela Gerg-Leitner   | 270    | 1           | 9         |
| 4    | Maria Walliser          | 227    | 2           | 5         |
| 5    | Carole Merle            | 202    | 5           | 8         |
| 6    | Vreni Schneider         | 198    | 5           | 6         |
| 7    | Mateja Svet             | 140    | 2           | 3         |
| 8    | Michela Figini          | 134    | 1           | 3         |
| 9    | Sigrid Wolf             | 133    | 1           | 2         |
| 10   | Diann Roffe Steinrotter | 130    | -           | 3         |
| 11   | Karin Dedler            | 125    | -           | 2         |
| 12   | Katharina Gutensohn     | 114    | 2           | 3         |
| 13   | Claudia Strobl          | 108    | 1           | 5         |
| 14   | Veronika Wallinger      | 102    | -           | 1         |
| 15   | Ida Ladstätter          | 98     | -           | 2         |
| 16   | Karin Buder             | 94     | 1           | 2         |
| 17   | Kristi Terzian          | 93     | -           | 1         |
| 18   | Regine Mösenlechner     | 85     | 1           | 1         |
| 19   | Monika Maierhofer       | 83     | -           | 3         |
| 20   | Heidi Zeller-Bähler     | 72     | -           | 1         |

## Classements de chaque discipline
Les noms en gras remportent les titres des disciplines.

### Descente
| Rang | Nom               | Points | Victoire(s) | Podium(s) |
| ---- | ----------------- | ------ | ----------- | --------- |
| 1    | Helmut Höflehner  | 166    | 3           | 7         |
| 2    | Atle Skårdal      | 120    | 2           | 4         |
| 3    | Pirmin Zurbriggen | 105    | 1           | 2         |
| 4    | Daniel Mahrer     | 88     | -           | 2         |
| 4    | William Besse     | 88     | -           | 2         |
| 6    | Kristian Ghedina  | 87     | 2           | 4         |
| 7    | Franz Heinzer     | 84     | -           | 4         |
| 8    | Felix Belczyk     | 49     | -           | 1         |
| 9    | Roman Rupp        | 38     | -           | -         |
| 10   | Bernhard Fahner   | 35     | -           | -         |

| Rang | Nom                   | Points | Victoire(s) | Podium(s) |
| ---- | --------------------- | ------ | ----------- | --------- |
| 1    | Katharina Gutensohn   | 110    | 2           | 3         |
| 2    | Petra Kronberger      | 106    | 2           | 4         |
| 3    | Michaela Gerg-Leitner | 105    | 1           | 4         |
| 3    | Michela Figini        | 105    | 1           | 3         |
| 5    | Maria Walliser        | 99     | 2           | 2         |
| 6    | Veronika Wallinger    | 69     | -           | 1         |
| 7    | Karin Dedler          | 62     | -           | 2         |
| 7    | Heidi Zeller-Bähler   | 62     | -           | 1         |
| 9    | Miriam Vogt           | 54     | -           | 1         |
| 10   | Carole Merle          | 50     | -           | 2         |

### Super G
| Rang | Nom                   | Points | Victoire(s) | Podium(s) |
| ---- | --------------------- | ------ | ----------- | --------- |
| 1    | Pirmin Zurbriggen     | 98     | 3           | 3         |
| 2    | Günther Mader         | 71     | 1           | 3         |
| 3    | Lars-Borje Eriksson   | 61     | -           | 1         |
| 4    | Franck Piccard        | 52     | -           | 2         |
| 5    | Atle Skårdal          | 47     | -           | 1         |
| 6    | Ole Kristian Furuseth | 43     | -           | 1         |
| 7    | Niklas Henning        | 39     | 1           | 1         |
| 8    | Peter Runggaldier     | 37     | -           | 2         |
| 9    | Markus Wasmeier       | 35     | -           | -         |
| 9    | Armand Schiele        | 35     | -           | 1         |

| Rang | Nom                   | Points | Victoire(s) | Podium(s) |
| ---- | --------------------- | ------ | ----------- | --------- |
| 1    | Carole Merle          | 99     | 3           | 4         |
| 2    | Michaela Gerg-Leitner | 79     | -           | 3         |
| 3    | Sigrid Wolf           | 73     | 1           | 2         |
| 4    | Petra Kronberger      | 69     | -           | 3         |
| 5    | Maria Walliser        | 56     | -           | 2         |
| 6    | Regine Mösenlechner   | 52     | 1           | 1         |
| 7    | Cathy Chedal          | 45     | -           | 1         |
| 8    | Anita Wachter         | 43     | 1           | 1         |
| 9    | Karin Dedler          | 36     | -           | -         |
| 10   | Veronika Wallinger    | 33     | -           | -         |

### Géant
| Rang | Nom                   | Points | Victoire(s) | Podium(s) |
| ---- | --------------------- | ------ | ----------- | --------- |
| 1    | Günther Mader         | 96     | 1           | 4         |
| 1    | Ole Kristian Furuseth | 96     | 1           | 3         |
| 3    | Hubert Strolz         | 71     | -           | 3         |
| 4    | Richard Kröll         | 65     | 2           | 3         |
| 5    | Lars-Borje Eriksson   | 56     | 1           | 2         |
| 6    | Pirmin Zurbriggen     | 48     | -           | 1         |
| 7    | Armin Bittner         | 43     | -           | 1         |
| 8    | Rudolf Nierlich       | 42     | -           | 2         |
| 9    | Fredrik Nyberg        | 35     | 1           | 1         |
| 10   | Hans Pieren           | 31     | -           | -         |

| Rang | Nom                     | Points | Victoire(s) | Podium(s) |
| ---- | ----------------------- | ------ | ----------- | --------- |
| 1    | Anita Wachter           | 133    | 1           | 6         |
| 2    | Mateja Svet             | 89     | 2           | 3         |
| 3    | Petra Kronberger        | 85     | 2           | 2         |
| 4    | Diann Roffe Steinrotter | 82     | -           | 3         |
| 5    | Vreni Schneider         | 69     | -           | 1         |
| 6    | Maria Walliser          | 55     | -           | 1         |
| 7    | Carole Merle            | 53     | 2           | 2         |
| 8    | Michaela Gerg-Leitner   | 47     | -           | 1         |
| 9    | Zoe Haas                | 43     | -           | 1         |
| 10   | Nathalie Bouvier        | 39     | 1           | 1         |

### Slalom
| Rang | Nom                    | Points | Victoire(s) | Podium(s) |
| ---- | ---------------------- | ------ | ----------- | --------- |
| 1    | Armin Bittner          | 150    | 4           | 6         |
| 2    | Alberto Tomba          | 95     | 3           | 4         |
| 2    | Ole Kristian Furuseth  | 95     | -           | 2         |
| 4    | Michael Tritscher      | 93     | -           | 3         |
| 5    | Bernhard Gstrein       | 91     | -           | 3         |
| 6    | Jonas Nilsson          | 78     | 1           | 2         |
| 7    | Tetsuya Okabe          | 75     | -           | 1         |
| 8    | Konrad Kurt Ladstatter | 69     | -           | 1         |
| 9    | Rudolf Nierlich        | 68     | 1           | 2         |
| 10   | Paul Accola            | 58     | -           | 1         |

| Rang | Nom                    | Points | Victoire(s) | Podium(s) |
| ---- | ---------------------- | ------ | ----------- | --------- |
| 1    | Vreni Schneider        | 125    | 5           | 5         |
| 2    | Claudia Strobl         | 108    | 1           | 5         |
| 3    | Ida Ladstätter         | 98     | -           | 2         |
| 4    | Karin Buder            | 94     | 1           | 2         |
| 5    | Anita Wachter          | 89     | -           | 3         |
| 6    | Monika Maierhofer      | 71     | -           | 3         |
| 7    | Christine von Grünigen | 61     | -           | 1         |
| 8    | Patricia Chauvet       | 59     | -           | 2         |
| 9    | Kristina Andersson     | 58     | -           | -         |
| 10   | Veronika Sarec         | 56     | 1           | 2         |
| 10   | Petra Kronberger       | 56     | 1           | 1         |

### Combiné
| Rang | Nom               | Points | Victoire(s) | Podium(s) |
| ---- | ----------------- | ------ | ----------- | --------- |
| 1    | Pirmin Zurbriggen | 50     | 2           | 2         |
| 2    | Paul Accola       | 40     | -           | 2         |
| 3    | Markus Wasmeier   | 27     | -           | 1         |
| 4    | Thomas Hangl      | 23     | -           | -         |
| 5    | Günther Mader     | 15     | -           | 1         |
| 6    | William Besse     | 14     | -           | -         |
| 7    | Franck Piccard    | 10     | -           | -         |
| 7    | Kristian Ghedina  | 10     | -           | -         |
| 9    | Peter Runggaldier | 9      | -           | -         |
| 9    | Peter Wirnsberger | 9      | -           | -         |

| Rang | Nom                   | Points | Victoire(s) | Podium(s) |
| ---- | --------------------- | ------ | ----------- | --------- |
| 1    | Anita Wachter         | 35     | -           | 2         |
| 2    | Michaela Gerg-Leitner | 32     | -           | 1         |
| 3    | Petra Kronberger      | 25     | 1           | 1         |
| 3    | Brigitte Örtli        | 25     | 1           | 1         |
| 5    | Chantal Bournissen    | 23     | -           | -         |
| 6    | Ingrid Stöckl         | 21     | -           | 1         |
| 7    | Maria Walliser        | 17     | -           | -         |
| 8    | Heidi Zurbriggen      | 14     | -           | -         |
| 8    | Anja Haas             | 14     | -           | -         |
| 10   | Kristi Terzian        | 11     | -           | -         |

## Calendrier et résultats

### Messieurs
| Date             | Lieu              | Épreuve     | Vainqueur             | Second                     | Troisième                            |
| ---------------- | ----------------- | ----------- | --------------------- | -------------------------- | ------------------------------------ |
| 11 aout 1989     | Thredbo           | Géant       | Lars-Borje Eriksson   | Ole Kristian Furuseth      | Günther Mader                        |
| 12 aout 1989     | Thredbo           | Slalom      | Armin Bittner         | Ole Kristian Furuseth      | Bernhard Gstrein                     |
| 23 novembre 1989 | Park City         | Géant       | Ole Kristian Furuseth | Pirmin Zurbriggen          | Ivano Camozzi                        |
| 29 novembre 1989 | Waterville Valley | Slalom      | Alberto Tomba         | Pirmin Zurbriggen          | Marc Girardelli                      |
| 30 novembre 1989 | Waterville Valley | Géant       | Urs Kälin             | Lars-Borje Eriksson        | Günther Mader                        |
| 2 décembre 1989  | Mont Sainte-Anne  | Géant       | Günther Mader         | Ole Kristian Furuseth      | Armin Bittner                        |
| 3 décembre 1989  | Mont Sainte-Anne  | Slalom      | Thomas Stangassinger  | Bernhard Gstrein           | Marc Girardelli                      |
| 10 décembre 1989 | Val d'Isère       | Super G     | Niklas Henning        | Franck Piccard             | Peter Runggaldier                    |
| 12 décembre 1989 | Sestrière         | Super G     | Pirmin Zurbriggen     | Lars-Borje Eriksson        | Franck Piccard                       |
| 16 décembre 1989 | Val Gardena       | Descente    | Pirmin Zurbriggen     | Franz Heinzer              | Kristian Ghedina                     |
| 6 janvier 1990   | Kranjska Gora     | Slalom I    | Jonas Nilsson         | Hubert Strolz              | Michael Tritscher                    |
| 7 janvier 1990   | Kranjska Gora     | Slalom II   | Armin Bittner         | Bernhard Gstrein           | Paul Accola                          |
| 11 janvier 1990  | Schladming        | Descente    | Franck Piccard        | Kristian Ghedina           | Daniel Mahrer                        |
| 12 janvier 1990  | Schladming        | Slalom      | Armin Bittner         | Michael Tritscher          | Konrad Kurt Ladstatter Tetsuya Okabe |
| 12 janvier 1990  | Schladming        | Combiné     | Pirmin Zurbriggen     | Paul Accola                | Günther Mader                        |
| 14 janvier 1990  | Alta Badia        | Géant       | Richard Kröll         | Günther Mader              | Hubert Strolz Rudolf Nierlich        |
| 20 janvier 1990  | Kitzbühel         | Descente    | Atle Skårdal          | Helmut Höflehner           | Pirmin Zurbriggen                    |
| 21 janvier 1990  | Kitzbühel         | Slalom      | Rudolf Nierlich       | Ole Kristian Furuseth      | Armin Bittner                        |
| 21 janvier 1990  | Kitzbühel         | Combiné     | Pirmin Zurbriggen     | Paul Accola                | Markus Wasmeier                      |
| 23 janvier 1990  | Veysonnaz         | Géant       | Richard Kröll         | Hubert Strolz              | Rudolf Nierlich                      |
| 27 janvier 1990  | Val d'Isère       | Descente I  | Helmut Höflehner      | Atle Skårdal               | William Besse                        |
| 29 janvier 1990  | Val d'Isère       | Descente II | Helmut Höflehner      | William Besse              | Franz Heinzer                        |
| 29 janvier 1990  | Val d'Isère       | Super G     | Steve Locher          | Armand Schiele             | Günther Mader                        |
| 30 janvier 1990  | Les Menuires      | Super G     | Günther Mader         | Ole Kristian Furuseth      | Atle Skårdal                         |
| 3 février 1990   | Cortina d'Ampezzo | Descente I  | Kristian Ghedina      | Daniel Mahrer              | Helmut Höflehner                     |
| 4 février 1990   | Cortina d'Ampezzo | Descente II | Helmut Höflehner      | Atle Skårdal Franz Heinzer |                                      |
| 6 février 1990   | Courmayeur        | Super G     | Pirmin Zurbriggen     | Günther Mader              | Peter Runggaldier                    |
| 3 mars 1990      | Veysonnaz         | Géant       | Fredrik Nyberg        | Hubert Strolz              | Richard Kröll                        |
| 4 mars 1990      | Veysonnaz         | Slalom      | Armin Bittner         | Alberto Tomba              | Hubert Strolz                        |
| 8 mars 1990      | Geilo             | Slalom      | Alberto Tomba         | Michael Tritscher          | Jonas Nilsson                        |
| 10 mars 1990     | Hemsedal          | Super G     | Pirmin Zurbriggen     | Karl Alpiger               | Hans Stuffer                         |
| 12 mars 1990     | Sälen             | Slalom      | Alberto Tomba         | Rudolf Nierlich            | Armin Bittner                        |
| 15 mars 1990     | Åre               | Descente I  | Kristian Ghedina      | Franz Heinzer              | Helmut Höflehner                     |
| 17 mars 1990     | Åre               | Descente II | Atle Skårdal          | Helmut Höflehner           | Felix Belczyk                        |

### Dames
| Date             | Lieu              | Épreuve     | Vainqueur             | Seconde                 | Troisième               |
| ---------------- | ----------------- | ----------- | --------------------- | ----------------------- | ----------------------- |
| 8 aout 1989      | Las Lenas         | Descente    | Michaela Gerg-Leitner | Heidi Zeller-Bähler     | Veronika Wallinger      |
| 9 aout 1989      | Las Lenas         | Super G     | Anita Wachter         | Cathy Chedal            | Petra Kronberger        |
| 24 novembre 1989 | Park City         | Géant       | Nathalie Bouvier      | Diann Roffe Steinrotter | Anita Wachter           |
| 25 novembre 1989 | Park City         | Slalom      | Vreni Schneider       | Monika Maierhofer       | Anita Wachter           |
| 2 décembre 1989  | Vail              | Super G     | Regine Mösenlechner   | Sigrid Wolf             | Michaela Gerg-Leitner   |
| 3 décembre 1989  | Vail              | Géant       | Anita Wachter         | Diann Roffe Steinrotter | Vreni Schneider         |
| 9 décembre 1989  | Steamboat Springs | Descente    | Maria Walliser        | Michela Figini          | Michaela Gerg-Leitner   |
| 10 décembre 1989 | Steamboat Springs | Slalom      | Claudia Strobl        | Veronika Sarec          | Karin Buder             |
| 10 décembre 1989 | Steamboat Springs | Combiné     | Brigitte Örtli        | Michaela Gerg-Leitner   | Anita Wachter           |
| 16 décembre 1989 | Panorama (en)     | Descente I  | Petra Kronberger      | Michaela Gerg-Leitner   | Karen Percy             |
| 17 décembre 1989 | Panorama (en)     | Descente II | Petra Kronberger      | Katharina Gutensohn     | Michaela Gerg-Leitner   |
| 6 janvier 1990   | Piancavallo       | Slalom      | Vreni Schneider       | Monika Maierhofer       | Claudia Strobl          |
| 8 janvier 1990   | Hinterstoder      | Géant       | Petra Kronberger      | Anita Wachter           | Michaela Gerg-Leitner   |
| 9 janvier 1990   | Hinterstoder      | Slalom      | Vreni Schneider       | Anita Wachter           | Christine von Grünigen  |
| 13 janvier 1990  | Haus im Ennstal   | Descente    | Maria Walliser        | Petra Kronberger        | Karin Dedler            |
| 14 janvier 1990  | Haus im Ennstal   | Slalom      | Veronika Sarec        | Monika Maierhofer       | Claudia Strobl          |
| 14 janvier 1990  | Haus im Ennstal   | Combiné     | Petra Kronberger      | Anita Wachter           | Ingrid Stöckl           |
| 20 janvier 1990  | Maribor           | Géant       | Mateja Svet           | Anita Wachter           | Maria Walliser          |
| 21 janvier 1990  | Maribor           | Slalom      | Vreni Schneider       | Ida Ladstätter          | Patricia Chauvet        |
| 27 janvier 1990  | Santa Caterina    | Descente    | Michela Figini        | Miriam Vogt             | Petra Kronberger        |
| 27 janvier 1990  | Santa Caterina    | Super G     | Sigrid Wolf           | Carole Merle            | Petra Kronberger        |
| 28 janvier 1990  | Santa Caterina    | Géant       | Petra Kronberger      | Anita Wachter           | Zoe Haas                |
| 3 février 1990   | Veysonnaz         | Descente I  | Katharina Gutensohn   | Carole Merle            | Michela Figini          |
| 4 février 1990   | Veysonnaz         | Descente II | Katharina Gutensohn   | Carole Merle            | Karin Dedler            |
| 5 février 1990   | Veysonnaz         | Géant       | Mateja Svet           | Anita Wachter           | Diann Roffe Steinrotter |
| 10 février 1990  | Meribel           | Super G I   | Carole Merle          | Maria Walliser          | Michaela Gerg-Leitner   |
| 11 février 1990  | Meribel           | Super G II  | Carole Merle          | Katja Seizinger         | Maria Walliser          |
| 10 mars 1990     | Stranda           | Géant       | Carole Merle          | Kristi Terzian          | Florence Masnada        |
| 11 mars 1990     | Stranda           | Slalom      | Karin Buder           | Claudia Strobl          | Anita Wachter           |
| 13 mars 1990     | Vemdalen          | Slalom      | Petra Kronberger      | Ida Ladstätter          | Claudia Strobl          |
| 14 mars 1990     | Klövsjö           | Géant       | Carole Merle          | Julie Lunde Hansen      | Mateja Svet             |
| 16 mars 1990     | Åre               | Super G     | Carole Merle          | Michaela Gerg-Leitner   | Petra Kronberger        |
| 18 mars 1990     | Åre               | Slalom      | Vreni Schneider       | Patricia Chauvet        | Pernilla Wiberg         |

## Coupe des nations
| Rang | Nom                  | Points | Victoire(s) | Podium(s) |
| ---- | -------------------- | ------ | ----------- | --------- |
| 1    | Autriche             | 2816   | 20          | 73        |
| 2    | Suisse               | 1968   | 17          | 41        |
| 3    | Allemagne de l'Ouest | 1220   | 8           | 26        |
| 4    | France               | 671    | 7           | 17        |
| 5    | Italie               | 572    | 5           | 12        |
| 6    | Norvège              | 516    | 3           | 12        |
| 7    | Suède                | 469    | 4           | 8         |
| 8    | États-Unis           | 367    | -           | 3         |
| 9    | Yougoslavie          | 329    | 3           | 5         |
| 10   | Canada               | 178    | -           | 2         |

| Rang | Nom                  | Points | Victoire(s) | Podium(s) |
| ---- | -------------------- | ------ | ----------- | --------- |
| 1    | Autriche             | 1272   | 9           | 34        |
| 2    | Suisse               | 1058   | 8           | 23        |
| 3    | Italie               | 551    | 5           | 12        |
| 4    | Norvège              | 462    | 3           | 11        |
| 5    | Allemagne de l'Ouest | 448    | 4           | 9         |
| 6    | Suède                | 323    | 4           | 7         |
| 7    | France               | 228    | 1           | 4         |
| 8    | Canada               | 88     | -           | 1         |
| 9    | États-Unis           | 81     | -           | -         |
| 10   | Japon                | 75     | -           | 1         |

| Rang | Nom                  | Points | Victoire(s) | Podium(s) |
| ---- | -------------------- | ------ | ----------- | --------- |
| 1    | Autriche             | 1544   | 11          | 39        |
| 2    | Suisse               | 910    | 9           | 18        |
| 3    | Allemagne de l'Ouest | 772    | 4           | 17        |
| 4    | France               | 443    | 6           | 13        |
| 5    | Yougoslavie          | 293    | 3           | 5         |
| 6    | États-Unis           | 286    | -           | 3         |
| 7    | Suède                | 146    | -           | 1         |
| 8    | Canada               | 90     | -           | 1         |
| 9    | Norvège              | 54     | -           | 1         |
| 10   | Italie               | 21     | -           | -         |

Classement final